# Arcus (nuvem)
Uma nuvem arcus (também conhecida por volutus) é uma formação de nuvens baixa e horizontal, do género cumulonimbus. Nuvens de rolo e nuvens de prateleiras são os dois principais tipos de arcus. As nuvens de arcus são mais frequentemente formadas ao longo da borda de ataque ou "frentes de rajada" da saída de tempestade; algumas das formações arcus mais dramáticas marcam as frentes de raios dos sistemas convectivos de mesoescala que produzem tempestades de vento chamadas direitos. As nuvens de rolo também podem surgir na ausência de tempestades, formando-se ao longo das correntes de ar frio rasas em alguns limites de brisas marítimas e frentes frias.

## Tipos de

### Nuvem prateleira

Uma time-lapse de uma nuvem de prateleira, antes de uma tempestade em Puducherry, Pondicherry, na Índia

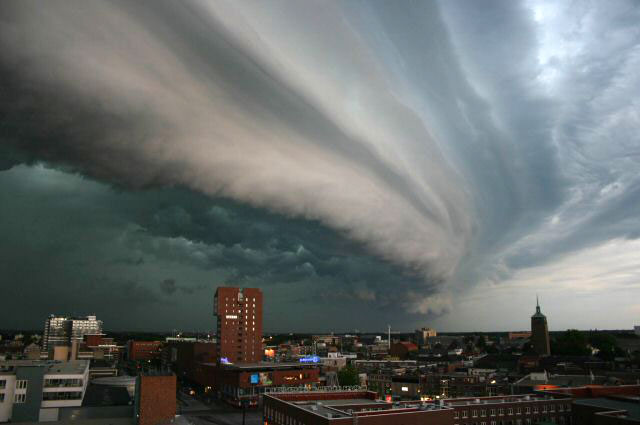
Uma nuvem de prateleira em Enschede, países baixos

Uma nuvem de prateleira é uma nuvem arcus, baixa, horizontal e em forma de cunha. Uma nuvem de prateleira é anexada à base da nuvem pai, que geralmente é uma tempestade, mas pode se formar em qualquer tipo de nuvens convectivas. O movimento ascendente da nuvem geralmente pode ser visto na parte superior (externa) da nuvem de prateleira, enquanto o lado de baixo geralmente aparece turbulento e rasgado pelo vento. O ar fresco, afundando-se de um downdraft de nuvem de tempestade, se espalha pela superfície terrestre, com a borda de ataque chamada de fachada. Esta saída corta-se sob o ar quente sendo atraído para a corrente ascendente da tempestade. À medida que o ar mais frio do ar deixa o ar quente e úmido, a água se condensa, criando uma nuvem que geralmente rola com diferentes ventos acima e abaixo (cisalhamento do vento).
As pessoas que vêem uma nuvem de prateleiras podem acreditar que viram uma nuvem de parede. Este é provavelmente um erro, uma vez que uma nuvem de prateleira que se aproxima parece formar uma parede feita de nuvem. Uma nuvem de prateleira geralmente aparece na borda de uma tempestade, e uma nuvem de parede geralmente estará na parte traseira da tempestade.
Uma frente de rajada forte  fará com que a parte mais baixa da borda dianteira de uma nuvem de prateleira seja irregular e forrada com nuvens de fractus em ascensão. Em um casos mais graves, haverá vórtices ao longo da borda, com massas torrenciais de escória que podem chegar ao chão ou ser acompanhadas por um aumento de poeira. Uma nuvem de prateleira muito baixa, acompanhada por esses sinais, é o melhor indicador de que uma tempestade de vento potencialmente violenta se aproxima. Um exemplo extremo deste fenômeno parece quase um tornado e é conhecido como um gustnado.

### Nuvem de rolo
Uma nuvem de rolo é um tipo de nuvem arcus baixo, horizontal, em forma de tubo e relativamente raro. Eles diferem das nuvens de prateleiras sendo completamente separados de outras características da nuvem. As nuvens de rolo geralmente parecem estar "rolando" em torno de um eixo horizontal. Eles são uma onda solitária chamada soliton, que é uma onda que tem uma única crista e se move sem mudar de velocidade ou forma. Uma das ocorrências freqüentes mais famosas é a nuvem morning glory em Queensland, Austrália, que pode ocorrer até quatro em dez dias em outubro. Uma das principais causas da nuvem morning glory é a circulação mesoescala associada à brisa do mar que se desenvolve sobre a Península do Cabo York e o Golfo da Carpentaria. No entanto, características semelhantes podem ser criadas por regressos de tempestades e não estão exclusivamente associadas com regiões costeiras.

A nuvem de rolo foi visto em muitos lugares costeiros, incluindo a Califórnia, o Canal inglês, Ilhas Shetland, a costa do Mar do Norte, as regiões costeiras da Austrália, e de Nome, no Alasca.